# Torre de Torrecilla
La torre de Torrecilla és una torre de guaita situada a Torrecilla (Llorca, a Múrcia). Construïda en època àrab, des d'ella es pot veure el Castell de Llorca, que serviria d'enllaç amb el sistema de torres guaites que també se situen a tota la vall del riu Guadalentí. Es tracta d'una torre de planta quadrada realitzada amb tàpia, a partir de la tècnica constructiva per excel·lència dels pobladors andalusins. La torre compta amb quatre filades d'aquest tapial, sobre aquest cos inferior massissat per donar-li major consistència s'eleva un altre cos, possiblement una reconstrucció posterior format per maçoneria travada amb argamassa; els cantons estan construïts amb maons, que li donen un efecte visual. Es presenten quatre petites finestres a l'exterior, una a cadascuna de les quatre cares de la torre que, a més d'il·luminar l'interior, feien les vegades de merlets.